# Hyponephele naricoides
Hyponephele naricoides är en fjärilsart som beskrevs av Gross 1977. Hyponephele naricoides ingår i släktet Hyponephele och familjen praktfjärilar. Inga underarter finns listade i Catalogue of Life.